# Plateau de Californie
Pour les articles homonymes, voir Californie (homonymie).
Le plateau de Californie constitue la partie orientale du Chemin des Dames, dominant le village de Craonne, dans le département de l'Aisne. Il est devenu un des lieux de mémoire de la Première Guerre mondiale en France.

## Toponymie
Son nom viendrait soit d'un établissement de plaisir installé sur le plateau, une guinguette s'inspirant des saloons de l'Ouest américain et qui s'appelait « La Californie » ; soit d'un jardin botanique créé par un riche propriétaire y conservant des plantes venues d'Amérique.

## Historique
Henry Vasnier, un associé de la maison de champagne Pommery, acheta, au XIXe siècle, une propriété de 47 ha sur la « Montagne de Craonne ». Ce domaine se composait d'une ferme et de terres cultivables, de bois, de carrière... Le propriétaire y fit également construire une maison de villégiature, un petit zoo et un jardin exotique réunissant des espèces rares venues d'Amérique. On appela ce jardin botanique, le « Jardin de Californie ».

## Le plateau de Californie pendant la Grande Guerre
Véritable forteresse naturelle au cœur du dispositif défensif allemand, le plateau de Californie resta un objectif stratégique jusqu'en 1918 : le plateau était traversé par des tunnels débouchant sur des cavernes fortifiées (comme la Caverne du Dragon ou le Tunnel de Winterberg). Mais alors que Verdun a été rapidement érigé en symbole national de la victoire, le plateau de Californie et le Chemin des Dames ont été longtemps associés à l'échec cuisant de l'offensive Nivelle d'avril 1917 et aux mutineries de Craonne qui ont suivi. Le nom de Craonne, située au cœur de la bataille du Chemin des Dames, a été popularisé par La Chanson de Craonne qui reste associée aux mutins de 1917 de la Première Guerre mondiale. 

## Zone rouge
Après la guerre, le plateau fut classé en zone rouge : les cultures y furent interdites. On reboisa alors le plateau ; aujourd'hui encore, c'est une forêt domaniale exploitée par l'Office national des forêts.

## Ils n'ont pas choisi leur sépulture
En 1998, une sculpture monumentale de quatre mètres de haut, Ils n'ont pas choisi leur sépulture a été érigée sur le plateau de Californie. Cette commande publique, réalisée par le sculpteur français Haïm Kern (1930-2024), célèbre le quatre-vingtième anniversaire de l’armistice de 1918. C'est Lionel Jospin, Premier ministre à l'époque, qui inaugura le monument le 5 novembre 1998. Dans son discours, Lionel Jospin souhaita que les Soldats fusillés pour l'exemple, « épuisés par des attaques condamnées à l’avance, glissant dans une boue trempée de sang, plongés dans un désespoir sans fond », qui « refusèrent d’être des sacrifiés », victimes « d’une discipline dont la rigueur n’avait d’égale que la dureté des combats, réintègrent aujourd’hui, pleinement, notre mémoire collective nationale. ».
La sculpture a été par deux fois dégradée en 1999 et en 2006. Le 12 août 2014, le vol d'Ils n'ont pas choisi leur sépulture fut constaté, seul son socle restant sur le site. Il s'agissait selon toute vraisemblance d'un vol crapuleux commis par deux hommes condamnés en décembre 2016 par le tribunal correctionnel de Laon pour cet acte qui semble avoir été commis dans l'unique but de récupérer le métal. Kern réalisa une œuvre similaire portant le même nom  qui fut installé devant le musée de la Caverne du Dragon et qui fut inaugurée le 16 avril 2017, par le président de la République, François Hollande, en présence de Lionel Jospin, ancien Premier ministre, lors de l'anniversaire des 100 ans de l'offensive.